# Aeroporto de São Sebastião do Paraíso
Aeroporto de São Sebastião do Paraíso é um aeródromo na Região Geográfica Imediata de São Sebastião do Paraíso, no estado de Minas Gerais, Brasil.